# Automonitoramento
Automonitoramento é um conceito introduzido durante a década de 1970 por Mark Snyder , que mostra o quanto as pessoas monitoram suas auto-apresentações, comportamento expressivo e exibições afetivas não-verbais.   Os seres humanos geralmente diferem substancialmente em suas habilidades e desejam se engajar em controles expressivos.   É definido como um traço de personalidade que se refere à capacidade de regular o comportamento para acomodar situações sociais.  As pessoas preocupadas com sua auto-apresentação expressiva tendem a monitorar de perto seu público para garantir aparências públicas apropriadas ou desejadas.   Os automonitores tentam entender como os indivíduos e grupos perceberão suas ações.  Alguns tipos de personalidade geralmente agem espontaneamente (automonitores baixos) e outros são mais propensos a controlar propositalmente e ajustar conscientemente seu comportamento (automonitores altos).   Estudos recentes sugerem que deve ser feita uma distinção entre o automonitoramento aquisitivo e o protetor, devido às suas diferentes interações.   Isso diferencia o motivo por trás dos comportamentos de automonitoramento: com o propósito de adquirir avaliação de outros (aquisitivo) ou proteger-se da desaprovação social (proteção).   

## Automonitoramento comportamental e acadêmico
Automonitoramento é categorizado em dois grupos, automonitoramento comportamental e  automonitoramento acadêmico. 
Automonitoramento comportamental é mais abrangente em comparação com o automonitoramento acadêmico e também tem um papel em dirigi-lo. 
Indivíduos que se monitoram comportamentalmente são muito mais propensos a monitorar-se academicamente também, se não houver problema em suas atividades mentais. Além de processos internos, tais como motivação, autoconfiança, autogestão e auto-regulação, processos externos como vida social e elementos culturais têm um efeito sobre a capacidade do indivíduo de se automonitorar comportamentalmente.
Quando se trata de automonitoramento acadêmico, também é necessário usar estratégias metacognitivas na aprendizagem acadêmica. Da mesma forma, o automonitoramento também é uma habilidade vital para o indivíduo que pode usar estratégias de aprendizagem, regular sua própria aprendizagem, isto é, para o indivíduo que aprendeu a aprender.  
Automonitoramento acadêmico também é uma habilidade necessária para educação acessível. Um indivíduo que possa monitorar seus aspectos acadêmicos perceberá suas fraquezas e ele / ela irá, portanto, tomar precauções contra essas fraquezas. Em termos de aquisição, o automonitoramento comportamental é mais difícil e mais abrangente em comparação com o automonitoramento acadêmico.

## Escala Snyder de Automonitoramento
Em 1974, Mark Snyder originalmente desenvolveu uma escala para medir se as pessoas eram automonitores altos ou baixos como uma medida de 25 itens. Em seu estudo original, ele descobriu que os estudantes da Universidade de Stanford pontuaram significativamente mais alto na escala do que os pacientes internados em psiquiatria, mas significativamente mais baixos do que as pessoas na profissão de ator.
A escala foi revisada em uma medida de 18 itens que é considerada psicometricamente superior à escala original e tem sido amplamente utilizada em estudos de automonitoramento. Houve grande debate sobre se a escala de automonitoramento é ou não um fenômeno unitário. Durante a década de 1980, a análise fatorial afirmou que a escala de automonitoramento estava realmente medindo várias dimensões distintas. A solução de três fatores foi a mais comum e geralmente interpretada como Atuação, Extroversão e Outros Direcionamentos. Houve consenso sobre a natureza multifatorial dos itens na escala de automonitoramento, no entanto, ainda existem interpretações divergentes sobre se isso é o modelo ideal ou não.
Segundo Snyder e Cantor, o que se deseja ou se espera do indivíduo é que ele não tenha nem tendências altas nem baixas de automonitoramento.
O fato de que o nível de automonitoramento é muito alto ou muito baixo indica que há problemas nos processos de aprendizado e comportamento ou pode haver problemas no futuro. Portanto, é necessário esclarecer as características dos indivíduos com altos e baixos níveis de automonitoramento 
Snyder (1974) combinou o baixo monitoramento com o conceito de "profundidade", enquanto ele combinou com o alto automonitoramento com o conceito de "superficialidade".

### Automonitores altos / baixos
Uma pontuação de 0 a 8 na escala de Snyder indica baixo automonitoramento, enquanto uma pontuação de 13 a 25 indica um alto automonitoramento. Alguns traços de automonitores elevados incluem ajustar rapidamente seu comportamento em resposta às demandas da situação, enquanto os baixos automonitores se importam menos em modificar seu comportamento e tendem a manter as mesmas opiniões e atitudes independentemente da situação.

## Dimensões do Automonitoramento
O automonitoramento consiste em duas dimensões. A auto-observação, uma das duas dimensões do automonitoramento, é um processo no qual o indivíduo examina a si mesmo, seus próprios processos espirituais, físicos e mentais, sentimentos, comportamentos e motivações
É difícil para o indivíduo pensar de forma reflexiva e exibir comportamentos voltados para esse objetivo sem o automonitoramento. O número de pessoas que vai dizer ao indivíduo o que ele / ela deve fazer em qualquer caso diminuirá ou não precisará mais ser levado em consideração por meio de um bom automonitoramento.
O autocontrole, a outra dimensão do automonitoramento, é um processo no qual o indivíduo mantém os comportamentos que ele / ela monitorou com a ajuda de uma ferramenta ou sem ferramentas em sua mente, para que os comportamentos pretendidos sejam repetidos.
Como o comportamento ou o conhecimento mantido em mente será mais tarde usado nos processos de reflexão, é um pré-requisito para o início de todos os autoprocessos (autogestão, autocontrole e auto-regulação, etc.) e para a sua realização.

## Automonitoramento e o seu uso na educação
O automonitoramento do aluno é uma ferramenta eficaz para a mudança de comportamento. O automonitoramento tem dois componentes, medição e avaliação : ou seja, o aluno (Primeiro passo) mede e registra seu próprio comportamento (medição), e então (Segundo passo) compara o comportamento registrado a um padrão pré-determinado (avaliação). O automonitoramento pelo aluno pode assumir muitas formas. Um aluno pode usar um formulário em papel para avaliar suas habilidades de estudo no final de cada período de aula, por exemplo, enquanto outro aluno pode avaliar verbalmente seus comportamentos sociais quando abordado por seu professor em horários aleatórios durante o dia letivo.O automonitoramento tira proveito de um princípio comportamental: os simples atos de medir o comportamento de um alvo e compará-lo a um padrão ou objetivo externo podem resultar em melhorias duradouras para esse comportamento.
O automonitoramento às vezes é descrito como tendo efeitos "reativos", porque os alunos que medem e prestam muita atenção a comportamentos selecionados frequentemente reagem a essas informações de monitoramento alterando esses comportamentos-alvo na direção desejada. Em ambientes de sala de aula, o automonitoramento oferece várias vantagens.
O automonitoramento requer que o aluno seja um participante ativo na intervenção, com a responsabilidade de medir e avaliar seus comportamentos. Além disso, para avaliar com precisão os comportamentos, o aluno deve primeiro aprender as expectativas comportamentais do professor. Essa capacidade de uma criança ou jovem de compreender e internalizar as expectativas comportamentais dos outros é um marco no desenvolvimento de habilidades sociais. Por fim, os dados de automonitoramento dos alunos geralmente são econômicos para coletar, mesmo em uma sala de aula movimentada, e geralmente podem ser usados para documentar o sucesso de uma intervenção comportamental.
| Nome:                         | Formulário de Automonitoramento Educacional | Formulário de Automonitoramento Educacional | Formulário de Automonitoramento Educacional |
| Data:                         | Atividades a fazer                          | SIM                                         | NÃO                                         |
| Meu objetivo é: Marcar 3 Sins | Eu prestei atenção na aula                  |                                             |                                             |
| N° de Sins:                   | Eu segui as normas da sala de aula          |                                             |                                             |
| N°de Nãos:                    | Eu fiz o meu dever de casa                  |                                             |                                             |
| Observações:                  | Eu estudei a matéria de hoje                |                                             |                                             |
|                               | Eu fui gentil com meus colegas              |                                             |                                             |